# نگارخانه ملی کهن
نگارخانهٔ ملی کهن بنایی ثبت‌شده در جزیرهٔ موزه واقع در مرکز تاریخی برلین، در آلمان است. این نگارخانه از سال ۱۸۶۲ تا ۱۸۷۶ به دستور پادشاه فریدریش ویلهلم چهارم و بر اساس طرح‌های فردریش آگوست اشتولر و هاینریش اشتراک به سبک‌های معماری نئوکلاسیک و معماری احیای رنسانس ساخته شد. راه‌پلهٔ بیرونی ساختمان، یادبودی برای فریدریش ویلهلم چهارم دارد. در حال حاضر، نگارخانهٔ ملی کهن محل نگهداری نقاشی‌ها و مجسمه‌های قرن نوزدهم است. این نگارخانه به دلیل معماری برجسته و اهمیت آن در توسعهٔ موزه‌ها و نگارخانه‌ها به عنوان پدیده‌ای فرهنگی در اواخر قرن نوزدهم، به عنوان بخشی از مجموعهٔ جزیرهٔ موزه، در سال ۱۹۹۹ در فهرست میراث جهانی یونسکو ثبت شده است.

## تاریخچه

### بنیان‌گذاری
اولین انگیزه برای تأسیس یک نگارخانهٔ ملی در سال ۱۸۱۵ شکل گرفت. این ایده در دههٔ ۱۸۳۰ پیشرفت کرد، اما بدون وجود ساختمانی واقعی. در سال ۱۸۴۱ اولین طرح‌های واقعی ایجاد شد. این طرح‌ها هرگز از مرحلهٔ برنامه‌ریزی فراتر نرفتند، اما نهایتاً در سال ۱۸۶۱ نگارخانهٔ ملی تأسیس شد، پس از آنکه بانکدار یوهان هاینریش واگنر ۲۶۲ نقاشی از هنرمندان آلمانی و خارجی اهدا کرد. این اهداء اساس مجموعهٔ کنونی را تشکیل داد. این مجموعه در ابتدا با نام Wagenersche und Nationalgalerie (واگنر و نگارخانهٔ ملی) شناخته می‌شد و در ساختمان‌های آکادمی هنرهای برلین مستقر بود. ساختمان فعلی که به شکل معبد رومی با محراب کلیسایی الحاق‌شده طراحی شده، توسط فردریش آگوست اشتولر طراحی و پس از مرگ او، به تفصیل توسط کارل بوسه اجرا گردید.

### ساختمان و تحولات مرتبط

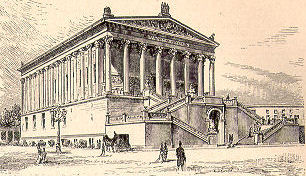
تصویری از نگارخانهٔ ملی کهن برلین از کتاب Universal-Lexikon اثر هاینریش آگوست پیرِر، ۱۸۹۱

فردریش آگوست اشتولر در سال ۱۸۶۳ بر اساس طرح اولیه‌ای از پادشاه فریدریش ویلهلم چهارم طراحی ساختمان را آغاز کرد. پس از دو سال و دو طرح ناموفق، سرانجام سومین پیشنهاد او پذیرفته شد. اشتولر قبل از تکمیل طرح درگذشت و کارل بوسه در سال ۱۸۶۵ جزئیات باقی‌مانده را پیگیری کرد. در سال ۱۸۶۶ کمیسیون ساخت نگارخانهٔ ملی تشکیل شد. عملیات خاک‌برداری در سال ۱۸۶۷ تحت نظارت هاینریش اشتراک آغاز گردید. در سال ۱۸۷۲ ساختار بنا تکمیل و کارهای داخلی آغاز شد. افتتاحیه در ۲۲ مارس ۱۸۷۶ با حضور قیصر برگزار شد.
به دلیل ساختار مدرن ساختمان با استفاده از آجر و آهن، عموم بر این باور بودند که ساختمان ضدحریق است. نمای بیرونی و راه‌پله‌های خارجی از سنگ ماسه‌ای تریاس از نبرا ساخته شدند. در زمان افتتاح، مجموعهٔ آثار هنوز نسبتاً کوچک بود. در کنار مجموعهٔ واگنر، در ابتدا نمایشگاهی از کارتون‌های پیتر فون کورنلیوس که به دولت پروس وقف شده بود، قرار داشت. هدف اولیهٔ نگارخانه جمع‌آوری هنر معاصر، عمدتاً هنر پروس بود، زیرا در آن زمان برلین هیچ مخزنی برای هنر مدرن نداشت.
در سال ۱۸۷۴ ماکس یوردن نخستین مدیر نگارخانه ملی شد. هوگو فون چوودی در سال ۱۸۹۶ جانشین او شد که آثار امپرسیونیسم را خریداری کرد، ریسک برخورد با قیصر را به جان خرید چون این کار تمرکز مجموعه را از هنر آلمانی خارج کرد. بدین ترتیب نگارخانهٔ ملی آلمان در آستانهٔ قرن بیستم به مهم‌ترین موزهٔ هنر مدرن فرانسه تبدیل شد.

### قرن بیستم
در سال ۱۹۰۹، لودویگ یوستی به سمت مدیر منصوب شد و آثار اکسپرسیونیسم را به مجموعه افزود. پس از انقلاب ۱۹۱۹–۱۹۱۸ آلمان که حکومت امپراتوری را پایان داد، او هنر مدرن را به کاخ ولیعهد در انتهای اونتر دن لیندن منتقل کرد که به عنوان «نگارخانهٔ ملی دوم» شناخته شد.
در سال ۱۹۳۳، مقامات جدید آلمان نازی یوستی را برکنار کردند و ابرهاد هانفستانگل جانشین او شد. او تا سال ۱۹۳۷ باقی ماند و سپس او نیز برکنار شد. جانشینش، پل اُرتوین راوه، تا سال ۱۹۵۰ در سمت خود باقی بود، هرچند به دلیل جنگ جهانی دوم ساختمان در بیشتر آن دوره بسته بود. ساختمان در حملات هوایی متفقین به شدت آسیب دید. بخشی از آن در سال ۱۹۴۹ بازگشایی شد، اما بازسازی تا سال ۱۹۶۹ ادامه داشت. بین سال‌های ۱۹۹۸ تا ۲۰۰۱، موزه به‌طور کامل توسط یک معمار آلمانی بازسازی شد. چند سالن اضافی در بالاترین طبقه اضافه گردید که اکنون آثار رمانتیسم را در خود جای داده‌اند. بازسازی سه ساله و ۶۲ میلیون دلاری نگارخانهٔ ملی کهن بخشی از تعمیر و نوسازی جزیرهٔ موزه بود و تلاشی جدی از سوی دولت و نهادهای خصوصی برای احیای برلین به عنوان مرکز سیاسی و فرهنگی آلمان محسوب می‌شد.

## معماری

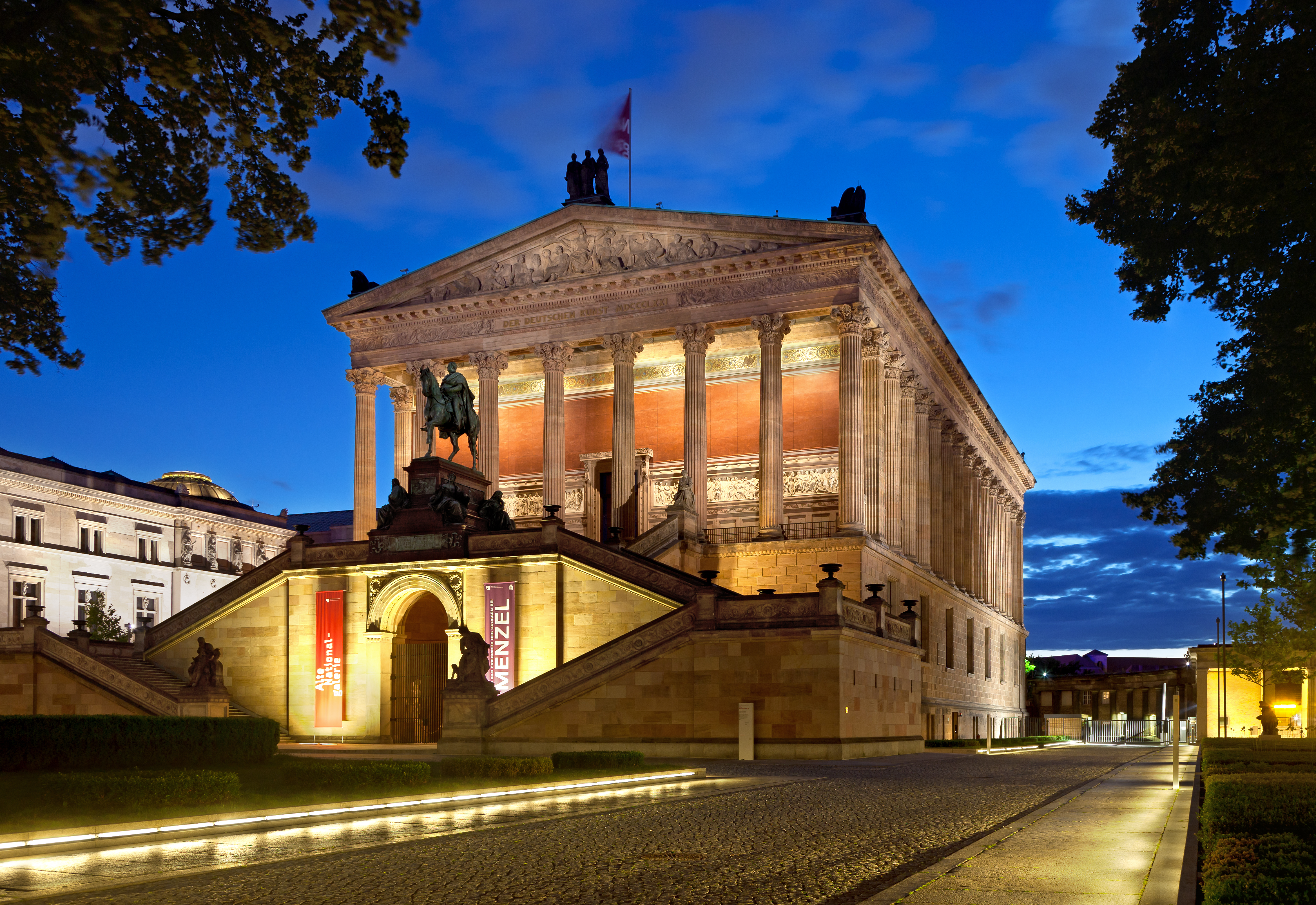
نگارخانهٔ ملی کهن

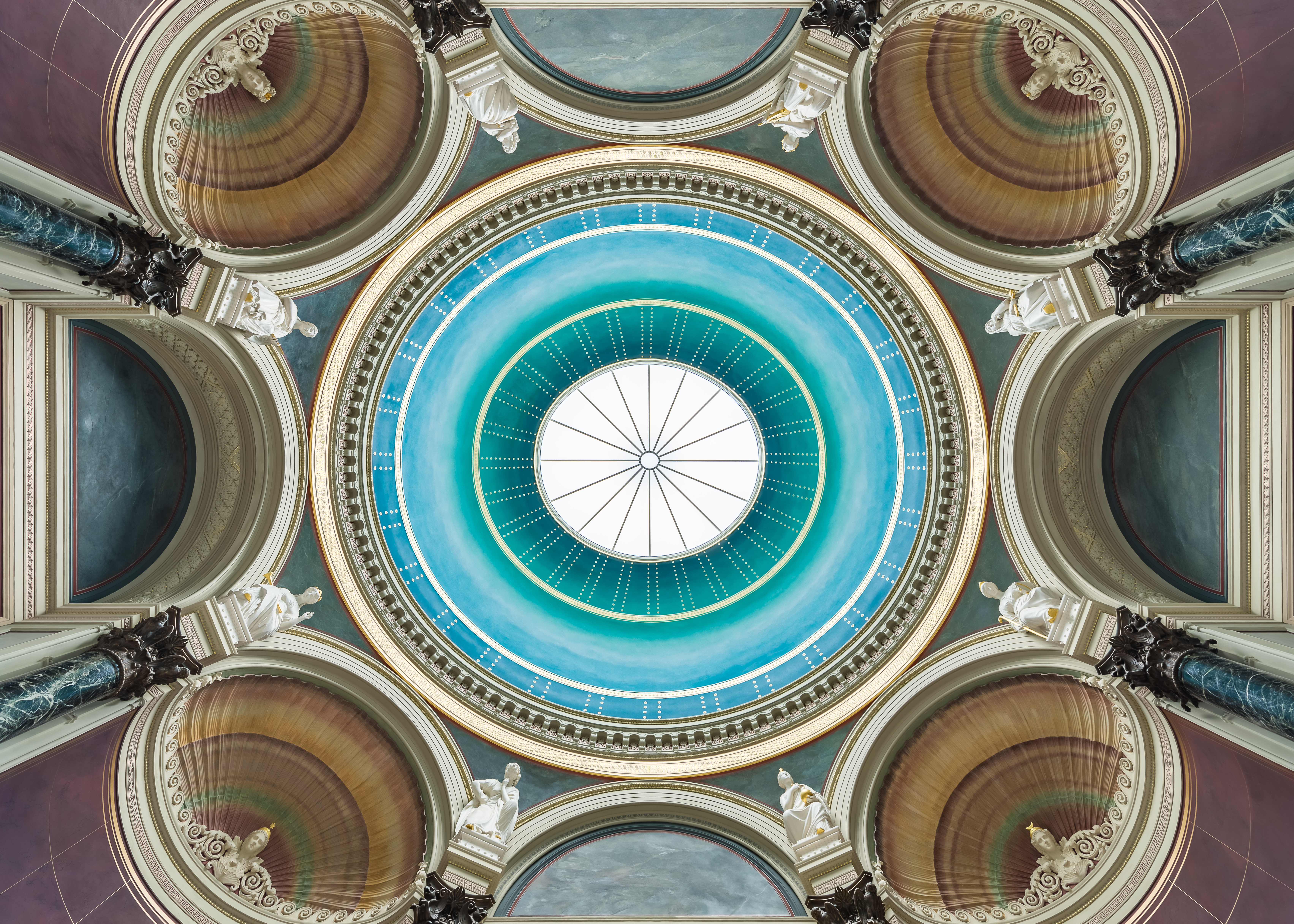
گنبد در طبقهٔ دوم

نگارخانهٔ ملی کهن به همراه موزهٔ آلتس، موزهٔ نوی برلین، موزهٔ بوده، موزهٔ پرگامون، کلیسای جامع برلین و لاست‌گارتن مجموعهٔ جزیرهٔ موزه در برلین را تشکیل می‌دهند. این ساختمان در وسط جزیره، بین ریل‌های راه‌آهن شهری برلین و خیابان بوده در کرانهٔ شرقی واقع شده است.
این بنا به موزهٔ پرگامون در شمال و به موزهٔ نو، موزهٔ آلتس و کلیسای جامع برلین در جنوب متصل است. ساختمان توسط فردریش آگوست اشتولر طراحی شده و جزئیات آن توسط کارل بوسه تکمیل گردیده است، سبک معماری آن ترکیبی از کلاسیک‌گرایی دیرهنگام و ابتدای معماری احیای رنسانس است و توسط هاینریش اشتراک اجرا شده است. هدف این بنا بیان «وحدت هنر، ملت و تاریخ» بوده و به همین دلیل بخش‌هایی دارد که یادآور کلیسا (محراب)، تئاتر (راه‌پله بزرگ) و معبد است. مجسمهٔ اسب‌سوار فریدریش ویلهلم چهارم در بالای پله‌ها قرار دارد و راه‌پله‌های داخلی دارای فرز (نقش برجستهٔ نواری) از اتو گیر است که تاریخ آلمان را از دوران پیشاتاریخ تا قرن نوزدهم نشان می‌دهد. نمای بیرونی ساختمان همچنان شکل اولیهٔ خود را حفظ کرده است، در حالی که فضای داخلی بارها برای انطباق با نمایشگاه‌ها بازسازی شده است.

## مجموعه
مجموعهٔ نگارخانه شامل آثار جنبش‌های نوکلاسیسیسم و رمانتیسم (آثاری از هنرمندانی مانند کاسپار داوید فریدریش، کارل فریدریش شینکل و کارل بله‌شن)، جنبش بیدرمایر، امپرسیونیسم فرانسوی (مانند ادوار مانه و کلود مونه) و نوگرایی اولیه (شامل آدولف منتسل، ماکس لیبرمان و لویس کرینت) است. از مهم‌ترین نمایشگاه‌ها می‌توان به راهب کنار دریا اثر فریدریش، کارخانهٔ نورد آهن اثر فون منتزل و گروه شاهزاده‌ها، مجسمه‌ای دوگانه از شاهزاده‌های لوئیزه از مکلنبورگ-اشتریلیتز و فردریکا از پروس ساختهٔ یوهان گوتفرید شادو اشاره کرد.
نگارخانهٔ ملی کهن یکی از بزرگ‌ترین مجموعه‌های مجسمه‌ها و نقاشی‌های قرن نوزدهم در آلمان را در خود جای داده است. علاوه بر این، این نگارخانه بخشی از نگارخانهٔ ملی برلین است که خود جزئی از موزه‌های دولتی برلین محسوب می‌شود. این ساختمان اصلی نگارخانهٔ ملی است که مجموعه‌های آن اکنون در چندین ساختمان دیگر نیز نگهداری می‌شود.
در اکتبر ۲۰۲۱، نگارخانهٔ ملی کهن نقاشی کامی پیسارو با عنوان «یک میدان در لا روش-گیون» (۱۸۶۷) را به وارثان آرمان دورویل، کلکسیونر یهودی فرانسوی که خانواده‌اش توسط نازی‌ها مورد آزار و شکنجه قرار گرفته بود و آثارش در مزایده‌ای در سال ۱۹۴۲ در نیس به نظارت کمیساریای کل امور یهودیان به فروش رفته بود، بازگرداند. سپس موزه این اثر را دوباره خریداری کرد.

## نگارخانه

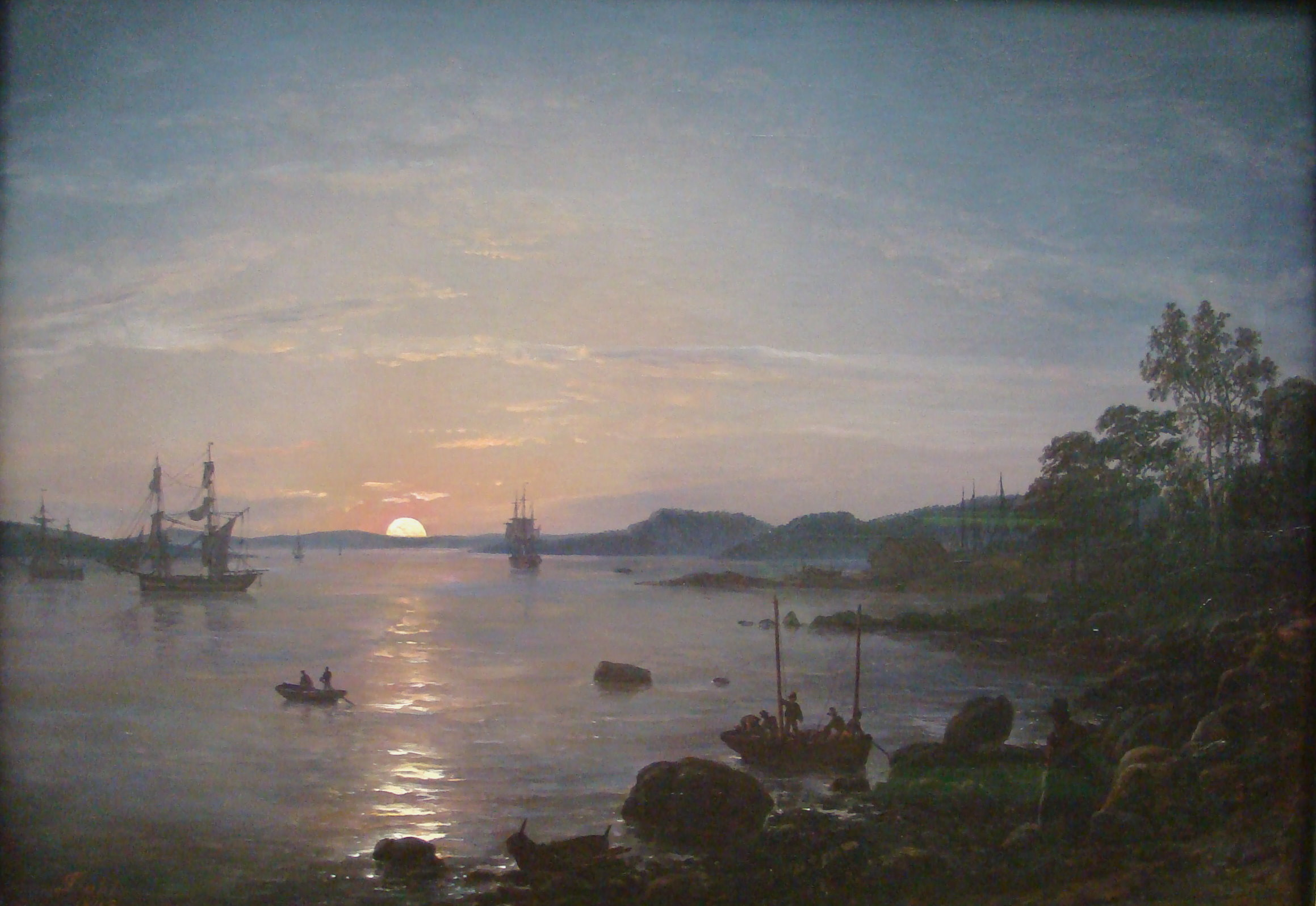
فیورد در هولمستراند، یوهان کریستین دال، ۱۸۴۳
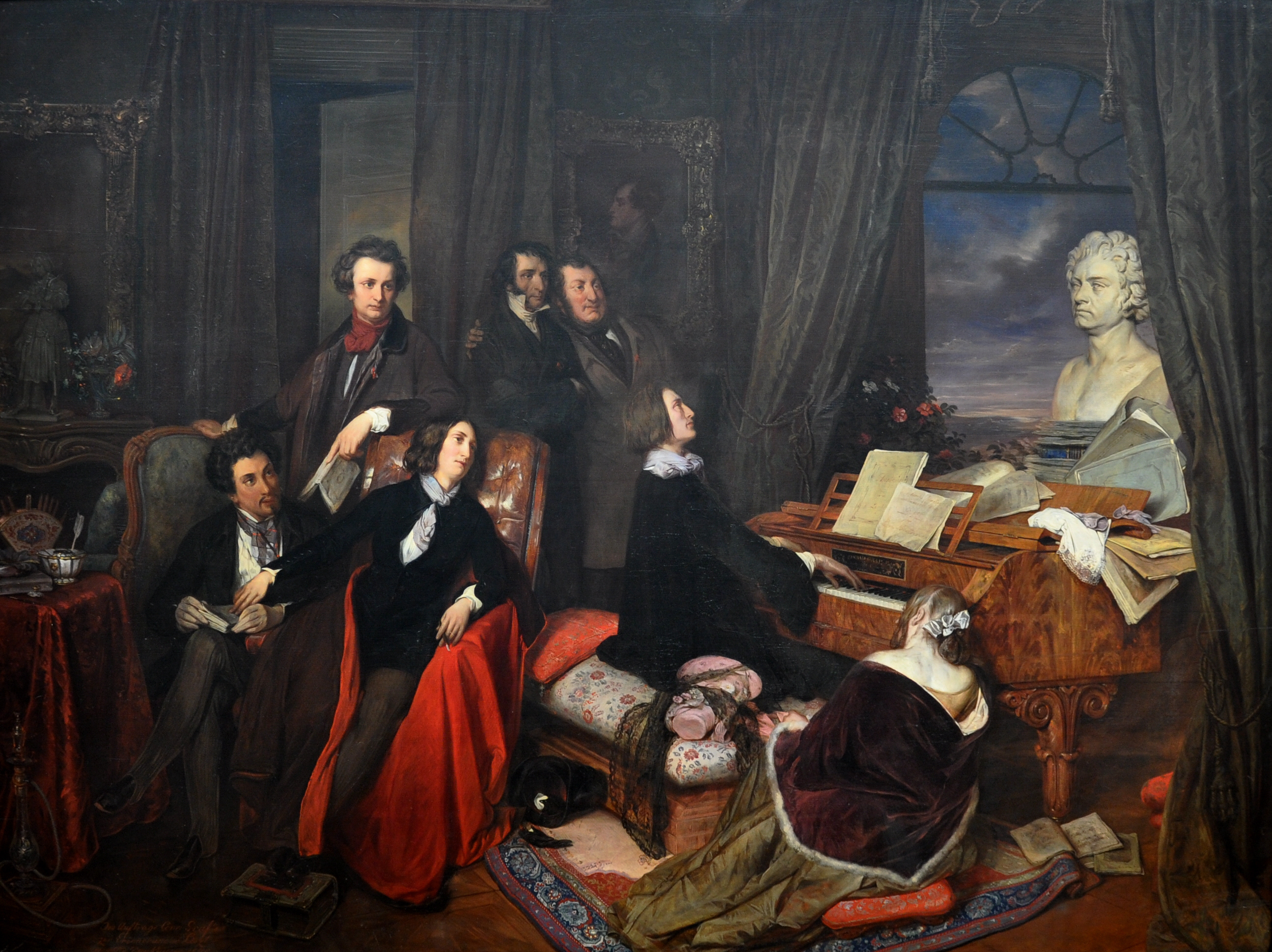
لیستز پشت پیانو، یوسف دانهاوزر، ۱۸۱۹
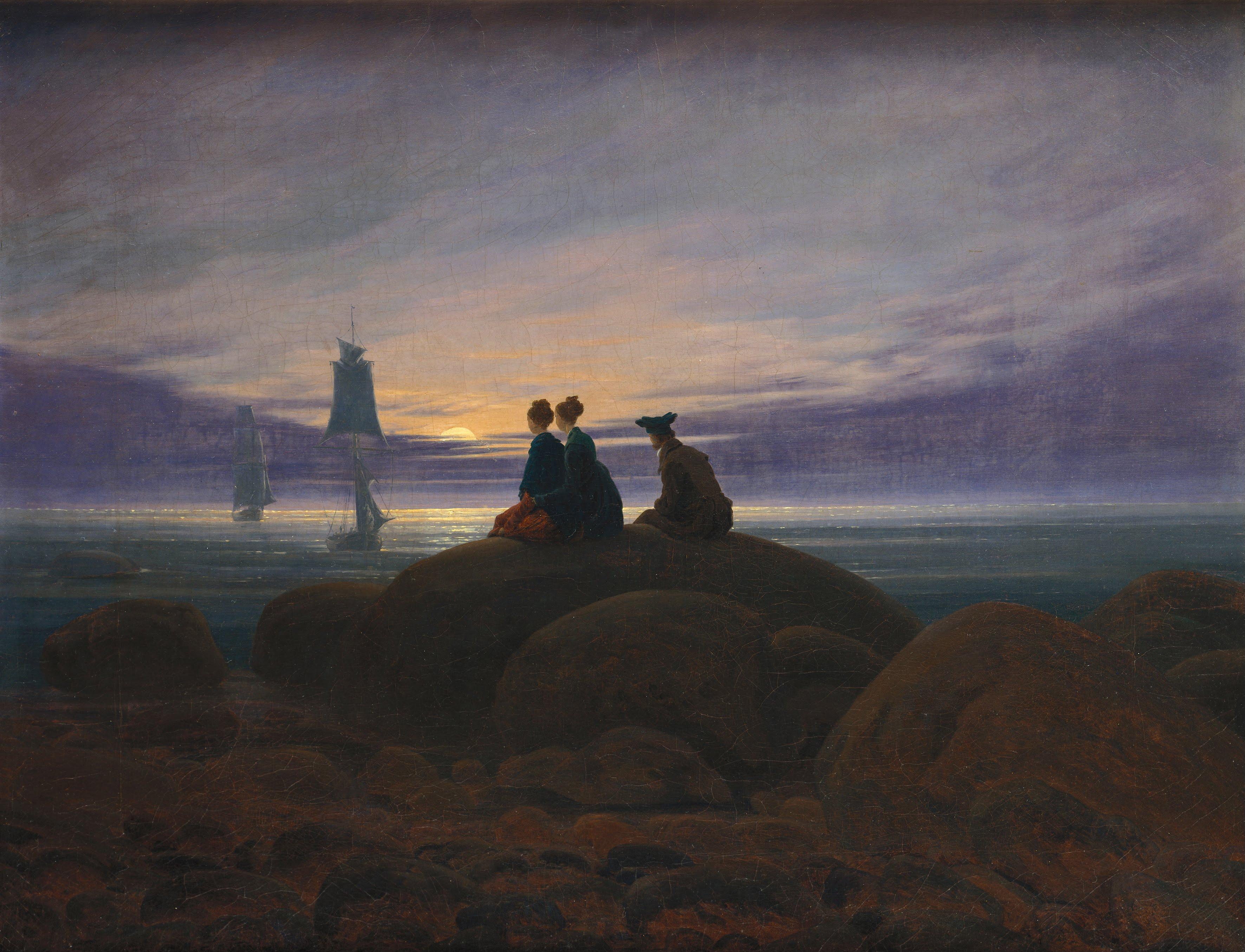
طلوع ماه از اقیانوس، کاسپار داوید فریدریش، ۱۸۲۲
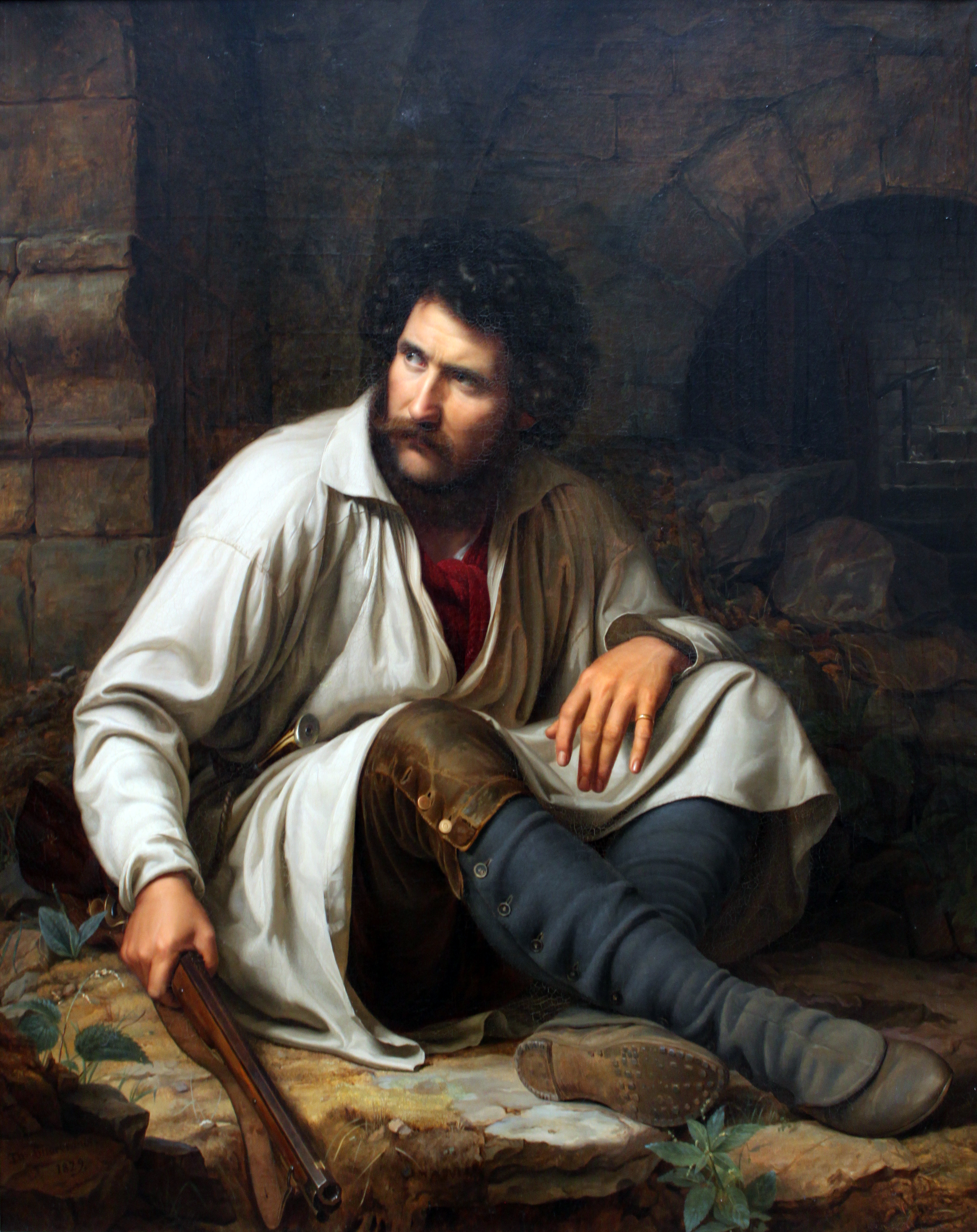
راهزنی، تئودور هیلدبراندت، ۱۸۲۹
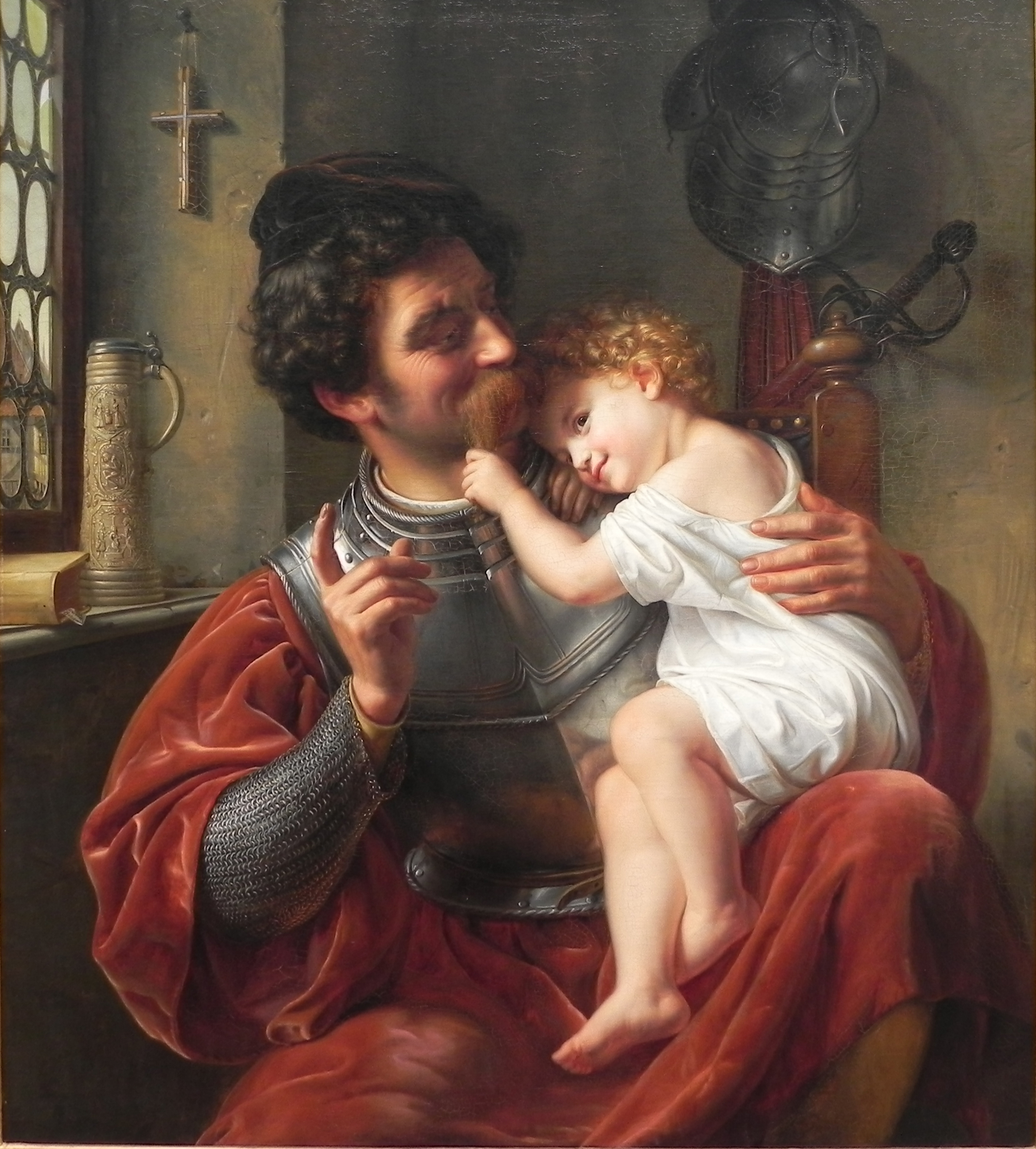
جنگجو و فرزندش، تئودور هیلدبراندت، ۱۸۳۲
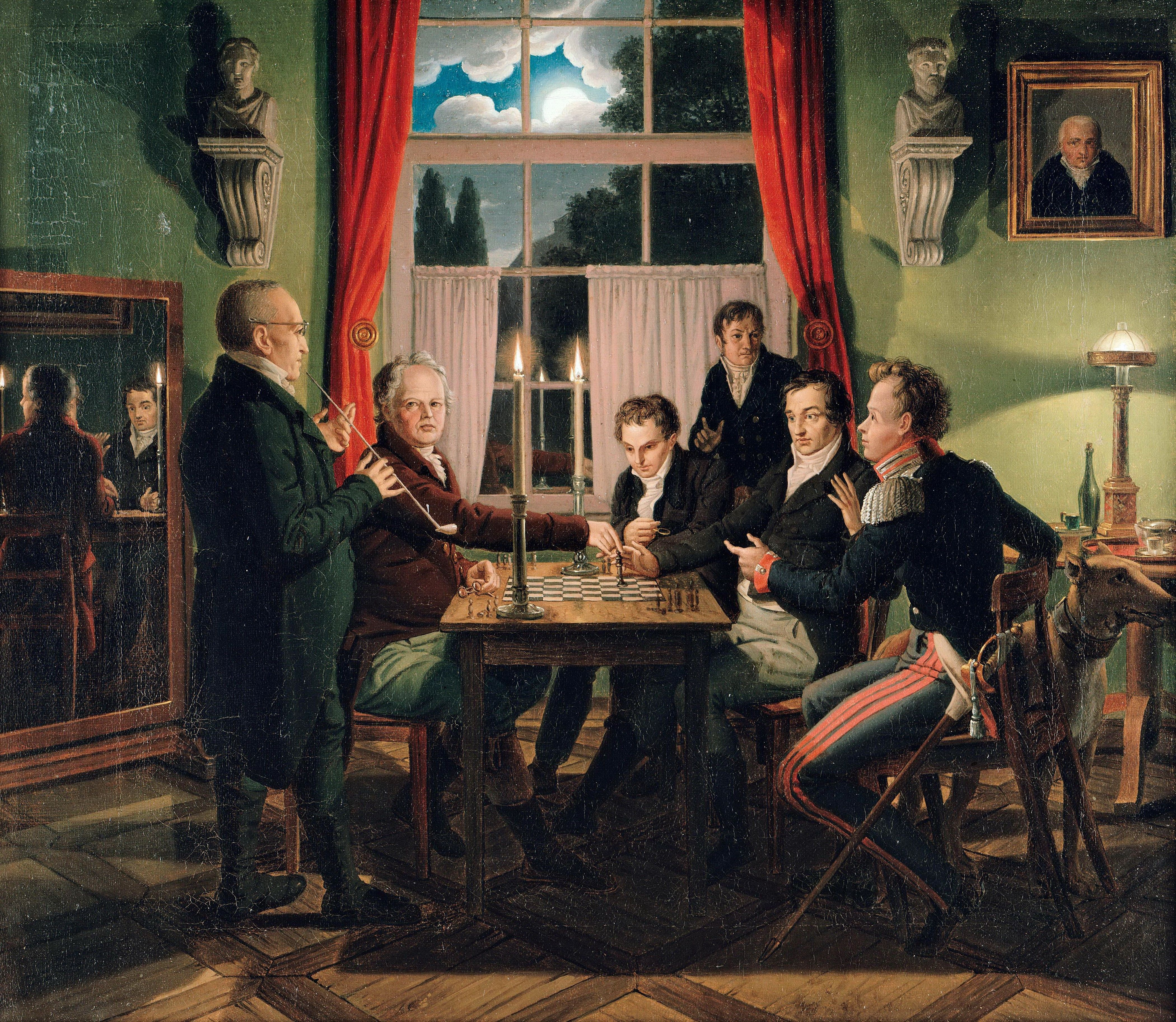
بازی شطرنج، یوهان اردمان هومل، ۱۸۱۹
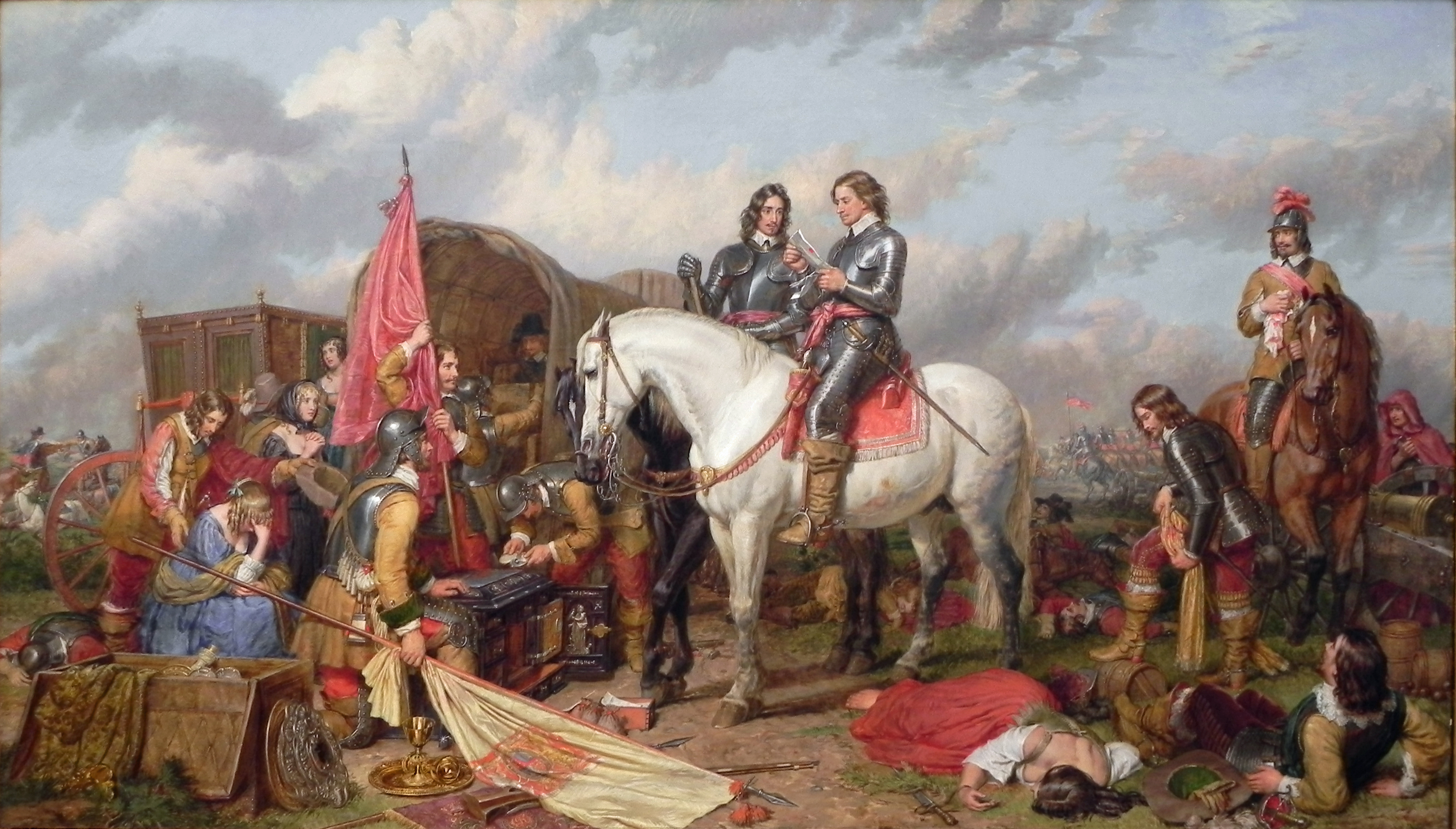
کرومول در نبرد نازبی، چارلز لندسر، ۱۸۵۱
موعظه هوسیت‌ها، کارل فریدریش لسینگ، ۱۸۳۶
بازگشت پالیکار، ادوارد مگنوس، ۱۸۳۶
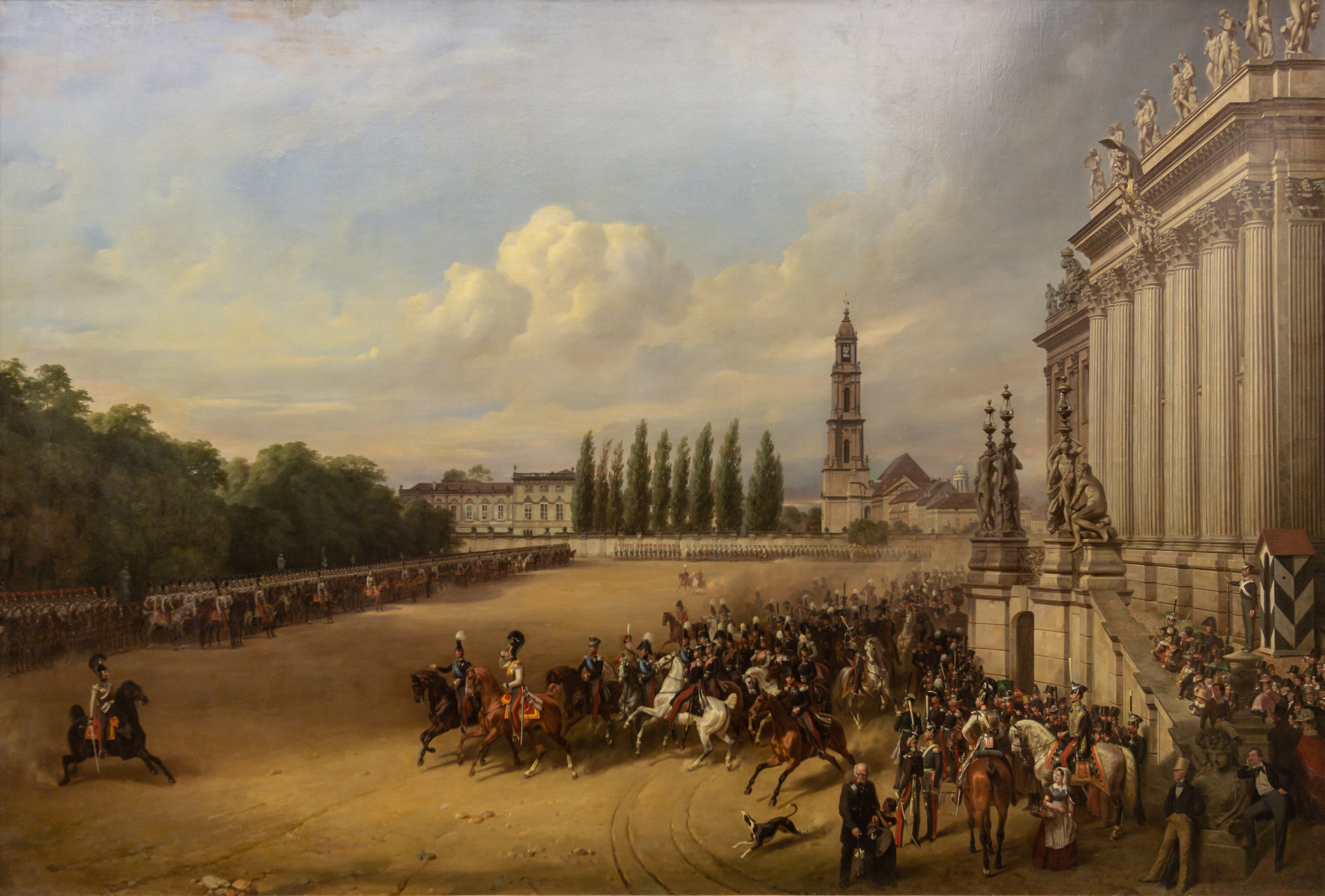
رژه در پوتسدام ۱۸۱۷، اثر فرانتس کروگر، ۱۸۴۹
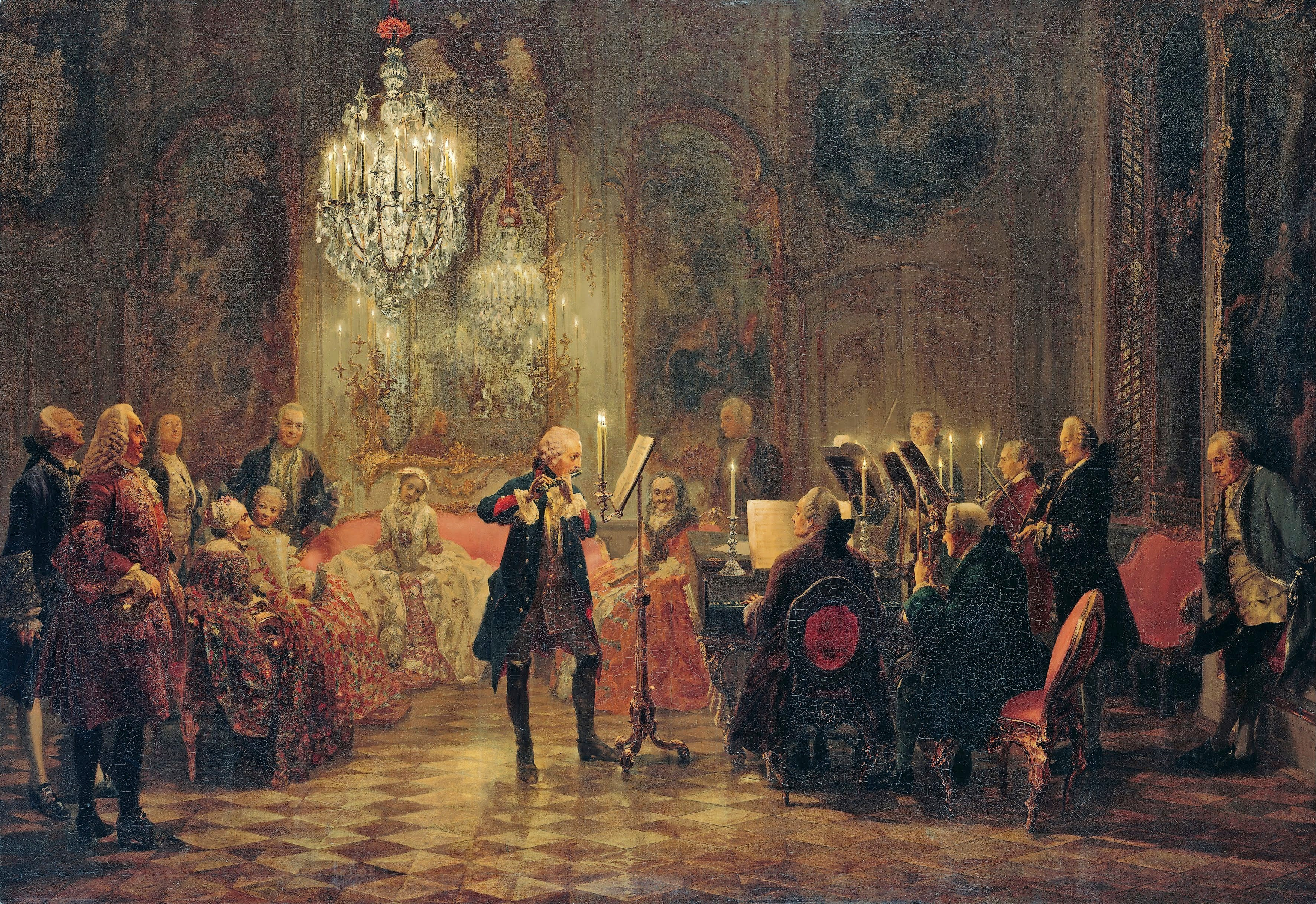
کنسرت فلوت فردریک کبیر در سانسوسی، آدولف منتسل، ۱۸۵۲
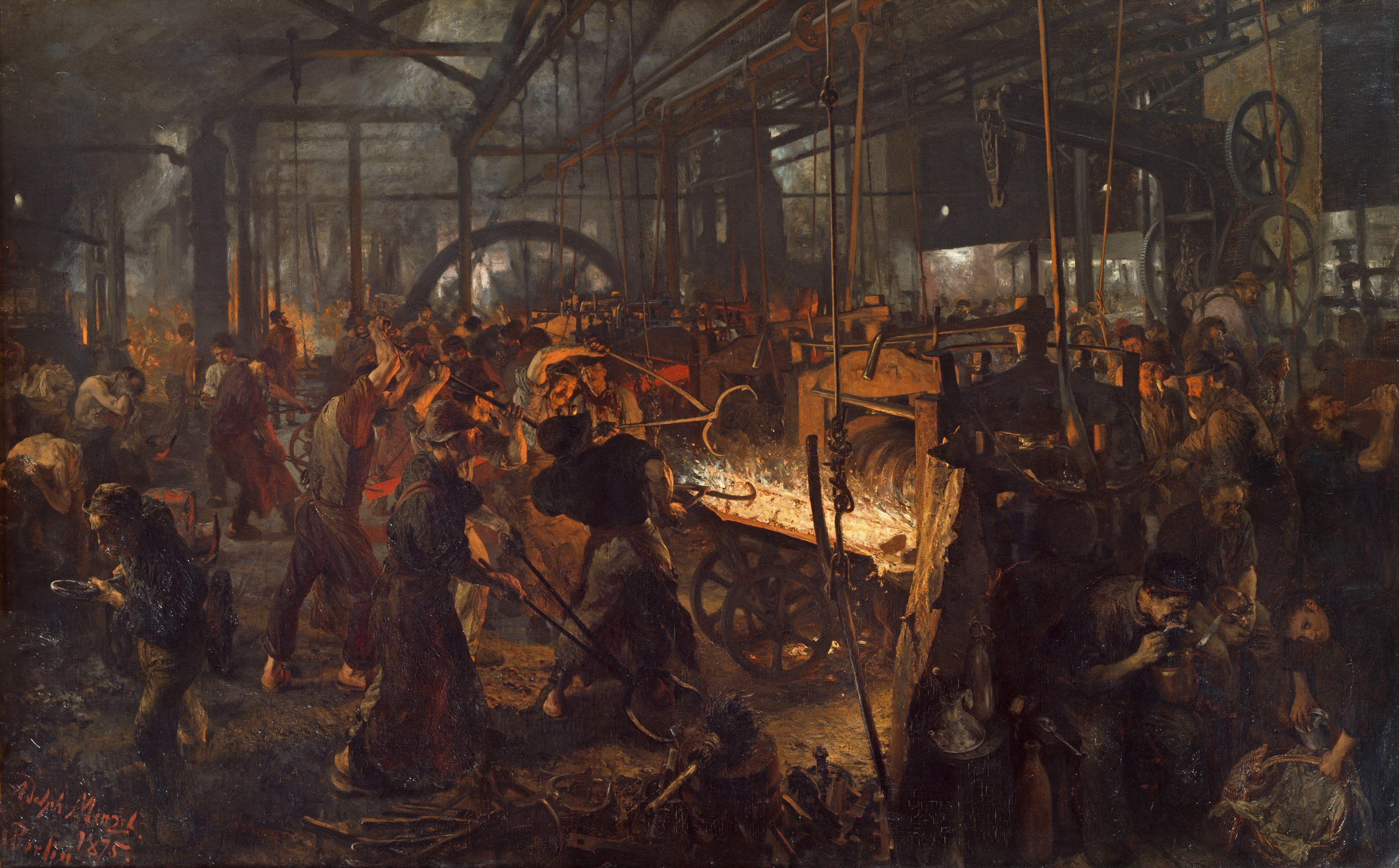
کارخانه نورد آهن، آدولف منتسل، ۱۸۷۵
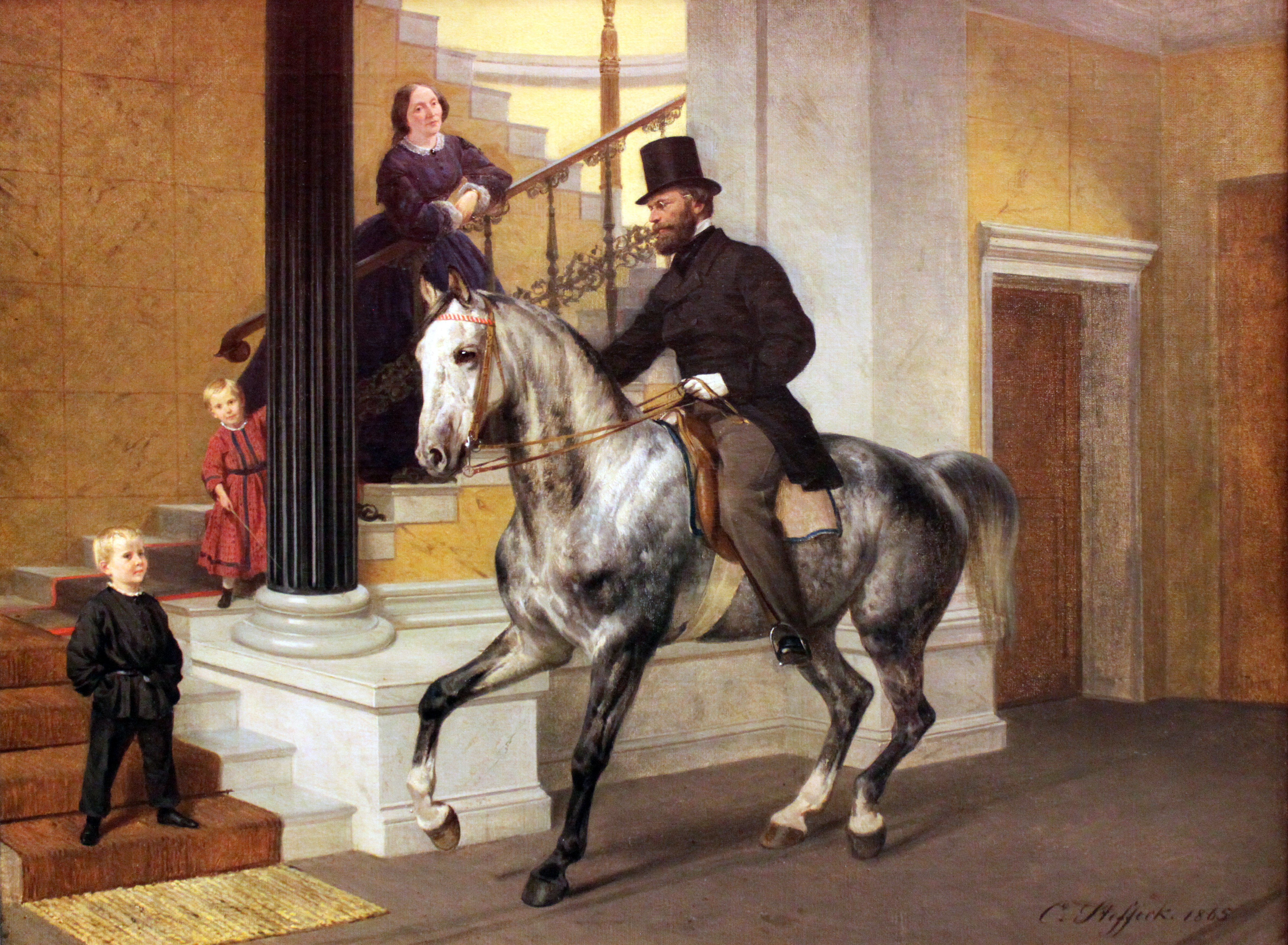
پرتره وکیل ارنست لاو، کارل استفک، ۱۸۶۵
بازگشت تلمخوس، ابرهاد فون واختِر، ۱۸۰۴
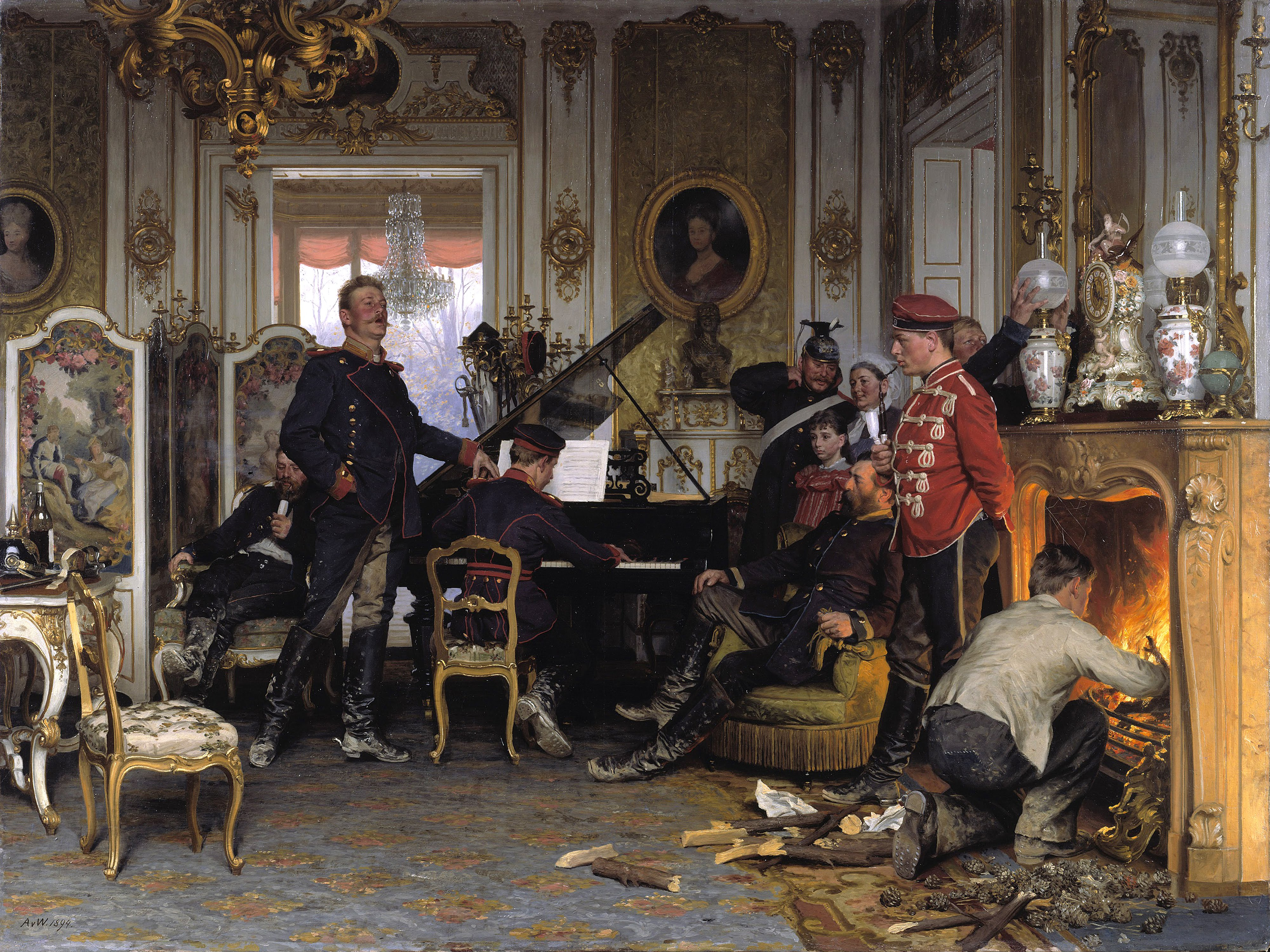
در اقامتگاه نیروها بیرون از پاریس، آنتون فن ورنر، ۱۸۹۴